# 活體星球伊果
活體星球伊果（英語：Ego the Living Planet），是漫威漫畫中的虛構超級反派角色，由作家史丹·李和藝術家傑克·科比所創作。活體星球伊果首次於《雷神索爾》#132中登場。
2009年8月，時代雜誌將活體星球伊果列入最怪異漫威漫畫角色十強之一。
2017年電影《銀河守護隊2》中，活體星球伊果的人類姿態由寇特·羅素飾演。

## 人物
活體星球伊果的外表由五官和一個星球組合而成，是一個長了臉的星球。星球的最內部藏著一個大腦。
關於伊果的起源，伊果曾經告訴雷神索爾自己是由一位科學家和行星結合而成，但後來伊果發現自己其實是由陌客從一場科學實驗中創造出來，並擁有一個兄弟另我（Alter-Ego），但另我被陌客設置成非常討厭伊果。由於受到另我的猛烈攻擊，伊果為了自衛而被迫進行反擊，導致另我受傷和失去質量，幸好索爾在另我毀滅前趕來調停。另我剩餘的碎片成為了伊果的「月亮」並與他作為家庭一起旅行。

## 能力
活體星球伊果不僅擁有卓越的智力和龐大的靈能力量，還可以操縱物質。伊果亦可以利用自身的能力創造有意識的人形軀殼，改變自己的外貌。

## 其他媒體

### 電影
- 漫威電影宇宙：由寇特·羅素飾演活體星球伊果，設定改為天神族和星爵的生父。
  - 《銀河守護隊2》（2017年）[2]

### 劇集
- 《驚奇4超人（英语：Fantastic Four (1967 TV series)）》：由凱伊·E·庫特（英语：Kay E. Kuter）配音。
- 《銀色衝浪手（英语：Silver Surfer (TV series)）》：由羅伊·劉易斯配音。
- 《Q版大英雄》
- 《浩克與狂砸特工隊（英语：Hulk and the Agents of S.M.A.S.H.）》：由凱文·麥可·理查森配音。
- 漫威電影宇宙：由寇特·羅素回歸飾演活體星球伊果。
  - 《無限可能：假如…？》（2021-2023年）[3]：動畫劇集，配音演出。

### 遊戲
- 《乐高漫威超级英雄》[4]
- 《樂高漫威超級英雄2（英语：Lego Marvel Super Heroes 2）》[5]

## 外部連結
- Ego the Living Planet （页面存档备份，存于） 漫畫書數據庫
- Ego the Living Planet （页面存档备份，存于） 超級英雄數據庫
- Marvel Comics Database: Ego the Living Planet （页面存档备份，存于）